# Tours-sur-Meymont
Tours-sur-Meymont ist eine französische Gemeinde mit 538 Einwohnern (Stand: 1. Januar 2022) im Département Puy-de-Dôme in der Region Auvergne-Rhône-Alpes (vor 2016 Auvergne). Tours-sur-Meymont gehört zum Arrondissement Ambert und zum Kanton Les Monts du Livradois (bis 2015 Saint-Dier-d’Auvergne). 

## Lage
Tours-sur-Meymont liegt etwa 39 Kilometer ostsüdöstlich von Clermont-Ferrand in der Limagne. An der westlichen Gemeindegrenze verläuft das Flüsschen Mende. Umgeben wird Tours-sur-Meymont von den Nachbargemeinden Sauviat im Norden, Augerolles im Nordosten, Olliergues im Osten und Nordosten, Saint-Gervais-sous-Meymont im Osten, La Chapelle-Agnon im Südosten, Cunlhat im Süden sowie Domaize im Westen.

## Bevölkerungsentwicklung
| Jahr                       | 1962 | 1968 | 1975 | 1982 | 1990 | 1999 | 2006 | 2013 |
| Einwohner                  | 747  | 752  | 635  | 569  | 511  | 522  | 508  | 530  |
| Quellen: Cassini und INSEE |      |      |      |      |      |      |      |      |

## Sehenswürdigkeiten
- Kirche aus dem 14. Jahrhundert, Umbauten aus dem 16. Jahrhundert, Monument historique seit 1991
- Schloss Bourgnon, 1772 bis 1792 erbaut, seit 1996 Monument historique